# Darois
Darois ist eine französische Gemeinde mit 490 Einwohnern (1. Januar 2022) im Département Côte-d’Or in der Region Bourgogne-Franche-Comté. Sie gehört zum Arrondissement Dijon und zum Kommunalverband Forêts, Seine et Suzon.

## Geografie
Die Gemeinde Darois liegt zwölf Kilometer nordwestlich der Großstadt Dijon in einem hügeligen Gebiet südlich des Plateaus von Langres auf etwa 500 m über dem Meer. Das 8,12 km² umfassende Gemeindegebiet von Darois reicht im Nordwesten bis in das Tal des Suzon, eines Nebenflusses der Ouche. Hier und im Südosten der Gemeinde hat Darois Anteile am Waldgebiet Forêt Domaniale de Val-Suzon. Die höchste Erhebung bildet ein flacher Bergrücken im Norden namens Butte de Corniot mit 546 m über dem Meer.
Nachbargemeinden von Darois sind Étaules im Norden, Hauteville-lès-Dijon im Südosten, Daix im Süden, Prenois im Westen sowie Val-Suzon im Nordwesten.

## Geschichte
Erste menschliche Siedlungsspuren in und um Darois lassen sich auf die Jungsteinzeit zurückdatieren. An einem Felsvorsprung namens Châtelet Etaules – heute am Rand einer Felsformation des bewaldeten Sporns La Motte – wurden Reste eines Lagers gefunden. Ein frühes Gotteshaus ist in Darois bereits für das Jahr 438 belegt. Im 11. und 12. Jahrhundert – zur Zeit Papst Innozenz II. – hatte diese Kirche schon eine Filiale im benachbarten Étaules.
Der Name des Dorfes entwickelte sich wie folgt:
- 802 Darilla
- 1245 Daurois
- 1387 Darroy
- 1423 Derrois
- 1646 Darroye
- 1793 Darois

Über die Namensherkunft des Dorfes gibt es zwei Theorien: eine lautet, dass er vom Namen eines Kriegers abgeleitet wurde; die zweite Hypothese deutet als Ursprung das gallische derwo für Eiche.
Ab 1429 gehörte Darois zur Vogtei Dijon. 1677 wurde anstelle der alten baufälligen eine neue Kirche errichtet. Um die Hoheit über die kirchlichen Abgaben wurde lange zwischen den Äbten von Saint-Etienne und Saint-Seine gerungen. Schließlich entschied die apostolische Autorität des Abtes von Cîteaux, dass es eine jährlich abwechselnde Zugehörigkeit geben sollte.
Darois lag an der historisch wichtigen Straßen- und Postverbindung von Lyon über Dijon zur Seine-Quelle und weiter seineabwärts über Troyes nach Paris und war lange eine Pferdewechsel-Station.
Über den Status eines kleinen Bauerndorfes kam Darois aber nie hinaus (Ende des 18. Jahrhunderts zählte man etwa fünfzig Einwohner). Erst ab der zweiten Hälfte des 20. Jahrhunderts setzte ein signifikantes Bevölkerungswachstum ein, was auf preiswerten Wohnraum im Grünen für die Großstädter aus dem nahen Dijon zurückzuführen ist.

### Bevölkerungsentwicklung
| Jahr      | 1962 | 1968 | 1975 | 1982 | 1990 | 1999 | 2006 | 2016 | 2021 |
| Einwohner | 488  | 418  | 163  | 272  | 313  | 352  | 368  | 481  | 495  |

Im Jahr 1926 wurde mit 35 Bewohnern die bisher niedrigste Einwohnerzahl ermittelt. Die Zahlen basieren auf den Daten von cassini.ehess und INSEE.

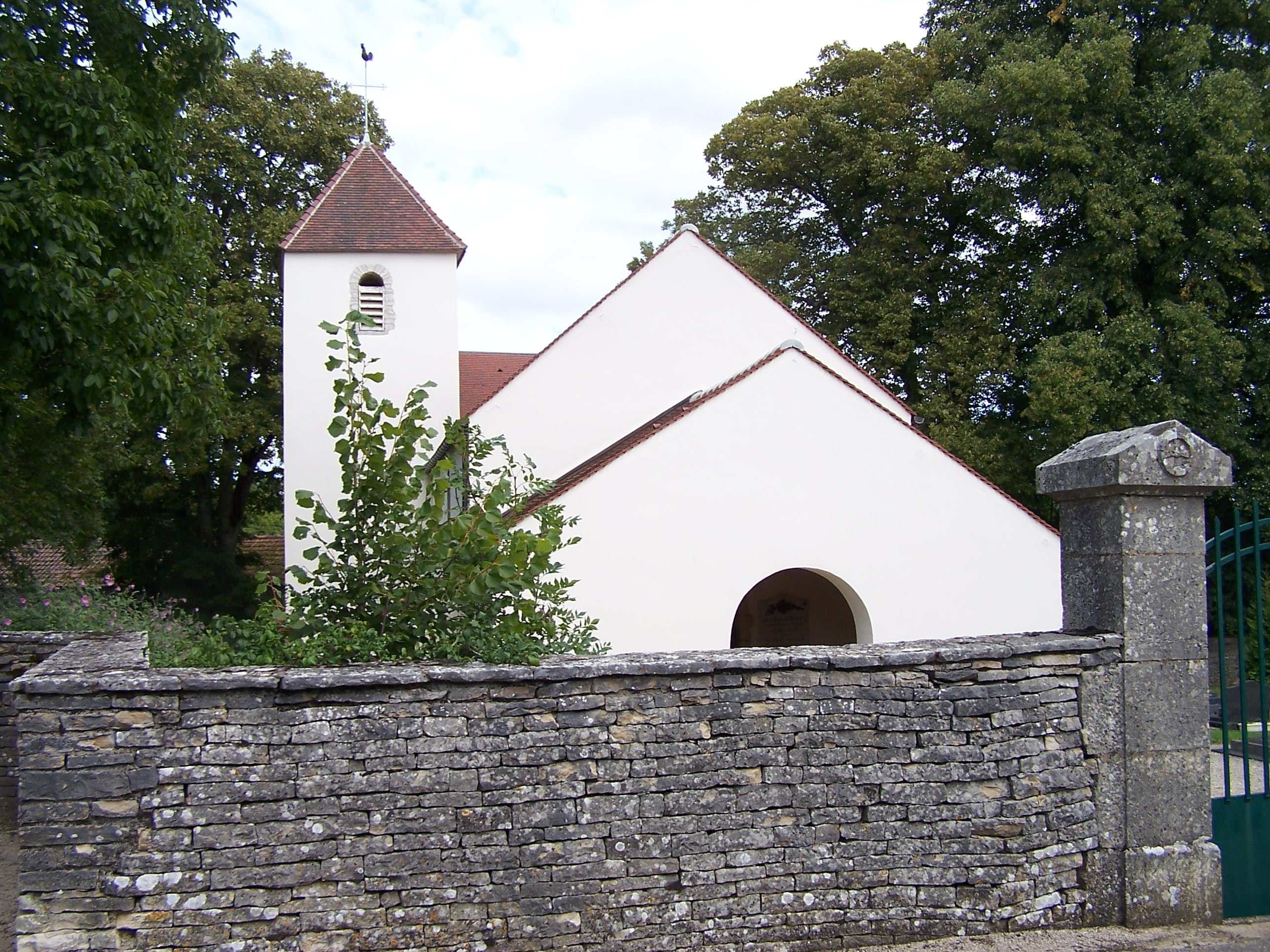
Kirche St. Martin

## Sehenswürdigkeiten
- Kirche Saint-Martin

## Wirtschaft und Infrastruktur

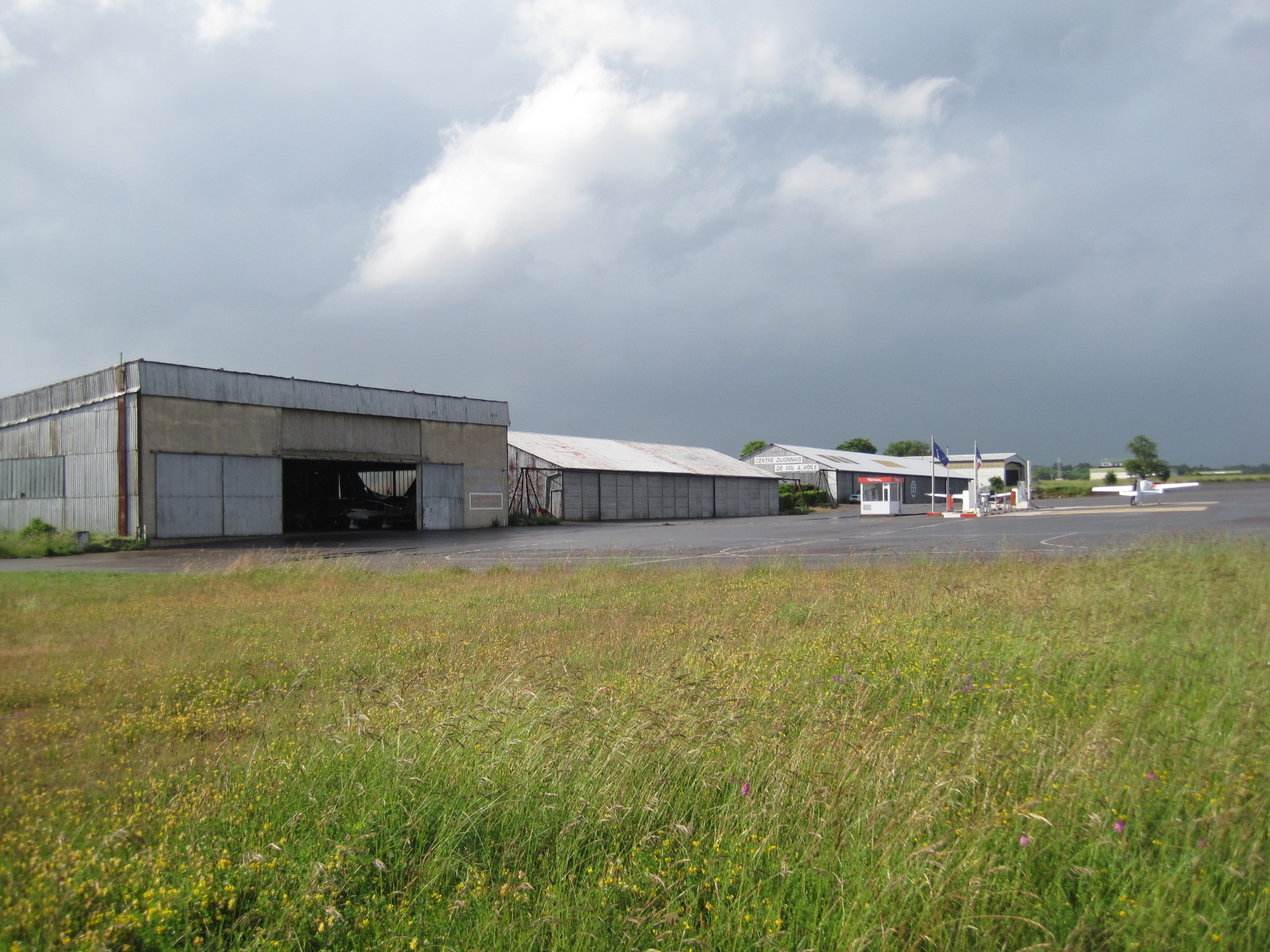
Flugplatz Dijon-Darois

Ein traditionell wichtiger Beschäftigungszweig in Darois ist die Landwirtschaft. Zu den landwirtschaftlichen Produkten aus Darois gehören Käse (Emmental français est-central), Geflügel-, Schweine- und Rindfleisch sowie Senf (Moutarde de Bourgogne). Viele Arbeitsplätze bieten auch die Flugzeugwerften Finch Aircraft (Bau des populären einmotorigen Tiefdeckers Robin DR 400 in Holzbauweise) und Dyn'Aéro (u. a. Produktion des DynAero MCR01). Die Betriebe nutzen den südöstlich von Darois liegenden Flugplatz Dijon-Darois zur Erprobung der Fluggeräte. Der Flugplatz ist darüber hinaus seit 1957 vom Luftsportverein Aéroclub de la Côte-d’Or genutzt. Dieser betreibt dort auch eine Flugschule für Motorflieger, Ultraleichtflieger und Helikopterpiloten.
Durch Darois verläuft die Fernstraße D 971 (frühere RN 71) von Dijon über Châtillon-sur-Seine nach Troyes. Weitere Straßenverbindungen führen von Darois nach Prenois und Étaules. Der nächste Autobahnanschluss liegt im zwölf Kilometer entfernten Plombières-lès-Dijon an der Autoroute A38 über den 1040 m hohen Col de Pennes in Richtung Südwesten. Im nahen Verkehrsknoten Dijon bestehen Bahnanschlüsse in alle Richtungen.

## Belege
1. ↑  https://www.darois.fr/histoire Namensentwicklung und Geschichtsabriss auf monsaintegreve.expertpublic.fr (französisch)
2. ↑  Darois auf cassini.ehess
3. ↑  Darois auf INSEE